# Питер выбирается из бассейна Ника
«Питер выбирается из бассейна Ника» (англ. Peter Getting Out of Nick's Pool) — картина в стиле поп-арта британского художника Дэвид Хокни, на которой изображён обнажённый мужчина. Он стоит в бассейне спиной к зрителю и смотрит направо. За ним изображён дом с большим окном и двумя шезлонгами у бассейна.
Картина написана в 1966 году. Полотно представляет собой живопись акрилом на холсте размером 152,4 × 152,4 см. В настоящее время хранится в Художественной галерее Уокера в Ливерпуле.

## История создания
В 1962 году Хокни окончил Королевский колледж искусств в Лондоне, за время обучения успев приобрести себе репутацию скандального автора. Он был открытым гомосексуалом в то время, когда однополые отношения в Великобритании были уголовным преступлением. По этой причине в 1964 году художник переехал в США и поселился в Калифорнии, где преподавал в Калифорнийском университете в Лос-Анджелесе. Здесь в 1966 году Хокни познакомился со студентом Питером Шлезингером, который обучался у него на курсе. Вскоре между мужчинами завязались тесные отношения.
В этот период Хокни создал серию картин, главной темой которых был бассейн в солнечный день, часто с его любовником. Три полотна из этой серии: «Питер выбирается из бассейна Ника» (1966), «Большой всплеск» (1967) и «Портрет художника (Бассейн с двумя фигурами)» (1972) были признаны искусствоведами знаковыми для творчества живописца.
Картину «Питер выбирается из бассейна Ника» Хокни написал, когда жил в апартаментах, которые снимал у арт-дилера и владельца галереи Ника Уайлдера, с лета 1966 до начала 1967 года.

## Описание
Картина имеет квадратный формат. Её размер составляет 152,4 на 152,4 см. Полотно написано акриловыми красками на холсте, часть которого по краям оставлена автором без грунта. Хокни сказал, что сделал это для того, «чтобы картина была похожа на картину».
При работе над полотном автор использовал полароидные снимки. Например, фигуру мужчины Хокни написал с фотографии обнажённого любовника, которую сделал, когда тот опирался на капот спортивного автомобиля. Во время интервью в 2012 году Шлезингер, узнав об этом, рассмеялся и сказал: «Вот почему подводная часть прописана нечётко — она была придумана».
На картине изображён общий бассейн в многоквартирном доме 1145 на улице Лэррэби в Голливуде. Хокни намеренно упрощает и сглаживает изображение, что является характерной чертой его стиля. Прямые линии на полотне были созданы им с помощью маскирующей ленты. Волнистая поверхность воды в бассейне абстрагируется у автора в волнистые белые линии на синем фоне.

## Провенанс
В 1967 году, во время выставки в Художественной галерее Уокера в Ливерпуле, картина «Питер выбирается из бассейна Ника» получила премию, которую в 1957 году учредил  бизнесмен Джон Мурс. Премия, носившая его имя, вручалась раз в два года. Как правило, Джон Мурс приобретал картину, получившую премию, и затем отдавал полотно музею. В 1967 году он купил полотно у Хокни и в следующем году передал его галерее Уокера.